# Diretmidae
Los malcarados son la familia dirétmidos (Diretmidae), peces marinos incluidos en el orden Beryciformes. Se encuentran en todos los océanos y mares profundos del mundo, la mayoría son especies cosmopolitas desde clima templado a tropical, en aguas profundas lejos de la plataforma nadando a diversas profundidades.
Su nombre proviene del griego di (dos) y eretmos (remos), en alusión al movimiento de las dos grandes aletas pélvicas.

## Anatomía
Línea lateral ausente, ausencia de espinas en las aletas dorsal y anal con abundantes radios blandos, una espina laminar junto a seis radios blandos en cada una de las aletas pélvicas, que le dan aspecto de sendos "remos"; abdomen agudo con una quilla de escamas ventrales; longitud máxima unos 37 cm.

## Géneros y especies
Existen sólo 4 especies agrupadas en 3 géneros:
- Género Diretmichthys (Kotlyar, 1990)
  - Diretmichthys parini (Post y Quéro, 1981) - Malcarado de Parin.
- Género Diretmoides (Post & Quero, 1981)
  - Diretmoides pauciradiatus (Woods, 1973) - Malcarado alón.
  - Diretmoides veriginae (Kotlyar, 1987) - Malcarado indonesio.
- Género Diretmus (Johnson, 1864)
  - Diretmus argenteus (Johnson, 1864) - Malcarado plateado.